# Nairobi
Nairobi (/naɪˈroʊbi/) je glavno in največje mesto Kenije. Ime izvira iz masajske fraze Enkare Nairobi, kar v prevodu pomeni "hladna voda", sklicevanje na reko Nairobi, ki teče skozi mesto. Samo mesto je imelo po popisu leta 2019 4.397.073 prebivalcev na 696 km2, medtem ko ima metropolitansko območje 9.354.580 prebivalcev. Mesto se popularno imenuje Zeleno mesto na soncu.
Nairobi so leta 1899 ustanovile kolonialne oblasti v Britanski vzhodni Afriki kot železniško skladišče na železnici Uganda - Kenija. Mesto je hitro zraslo in zamenjalo Mombaso kot glavno mesto Kenije leta 1907. Po osamosvojitvi leta 1963 je Nairobi postal glavno mesto Republike Kenije. V kenijskem kolonialnem obdobju je mesto postalo središče kolonije za industrijo kave, čaja in sisala. Mesto leži v južnem osrednjem delu Kenije, na nadmorski višini 1795 metrov.
V Nairobiju je stavba kenijskega parlamenta in gosti na tisoče kenijskih podjetij ter več kot 100 velikih mednarodnih podjetij in organizacij, vključno s Programom Združenih narodov za okolje (UN Environment) in Uradom Združenih narodov v Nairobiju (UNON). Nairobi je uveljavljeno središče poslovanja in kulture. Nairobijska borza vrednostnih papirjev (NSE) je ena največjih v Afriki in druga najstarejša borza na celini. To je četrta največja afriška borza po obsegu trgovanja, ki lahko opravi 10 milijonov poslov na dan. Ima tudi narodni park Nairobi z velikim rezervatom za divjad. Nairobi je trenutno pod Nairobi Metropolitan Service.

## Zgodovina

### Zgodnja leta
Mesto Nairobi je bilo prvotno del nenaseljenega močvirja. Samo ime Nairobi izhaja iz masajskega izraza, ki pomeni "hladne vode", in se nanaša na tok hladne vode, ki je tekla skozi območje. S prihodom ugandske železnice je sir George Whitehouse to lokacijo identificiral za skladišče, ranžirno postajo in kampiranje za indijske delavce, ki so delali na železnici. Whitehouse, glavni inženir železnice, je zaradi visoke nadmorske višine, zmernega podnebja, ustrezne oskrbe z vodo in lege pred strmim vzponom na pobočje Limuruja, dal prednost temu mestu kot idealnemu počivališču. Njegovo izbiro pa so kritizirali uradniki v vladi protektorata, ki so menili, da je območje preveč ravno, slabo izsušeno in relativno neplodno.
Leta 1898 je bila Arthurjeva cerkev naročena za oblikovanje prve ureditve mesta za železniško skladišče. Sestavljala je dve ulici – Victoria Street (sodobna Tom Mboya Street) in Station Street (sodobna Moi Avenue), deset avenij, prostore za osebje in indijsko trgovsko območje. Železnica je prispela v Nairobi 30. maja 1899 in kmalu je Nairobi zamenjal Machakos kot sedež provincialne uprave Ukamba. Ob prihodu železnice je Whitehouse pripomnil, da »bo sam Nairobi v naslednjih dveh letih postal velik in cvetoč kraj in že obstaja veliko prijav za lokacije za hotele, trgovine in hiše.« V prvih letih so bili obsojeni s težavami zaradi malarije, ki so privedle do vsaj enega poskusa preselitve mesta. V zgodnjih 1900-ih je bila ulica Bazaar (zdaj Biashara Street) popolnoma obnovljena po izbruhu kuge in požigu prvotnega mesta.
Med letoma 1902 in 1910 se je prebivalstvo mesta povečalo s 5000 na 16.000 in to zaradi uprave in turizma, sprva v obliki lova na veliko divjad. Leta 1907 je Nairobi zamenjal Mombaso kot prestolnico Vzhodnoafriškega protektorata. Leta 1908 je nadaljnji izbruh kuge pripeljal do tega, da so Evropejci ugotovili, da so vzrok nehigienske razmere na Indijskem bazarju. Vlada se je odzvala tako, da je Indijce nižjega razreda in afriške domačine omejila na posebne prostore za prebivanje in trgovino, kar je postavilo precedens za rasno segregacijo v komercialni sferi. Do začetka prve svetovne vojne je bil Nairobi s priseljevanjem in odtujitvijo zemlje dobro uveljavljen kot evropska kolonija naseljencev. Leta 1919 je bil Nairobi razglašen za občino.

### Rast
Leta 1921 je imel Nairobi 24.000 prebivalcev, od tega 12.000 domačih Afričanov. V naslednjem desetletju se je v Nairobiju povečalo število domorodnih afriških skupnosti, ki so prvič začele predstavljati večino. Ta rast je povzročila težave pri načrtovanju, ki sta jih Thorntorn White in njegova ekipa za načrtovanje opisala kot »Nairobijski problem«. Februarja 1926 je kolonialni častnik Eric Dutton šel skozi Nairobi na poti v Mount Kenijo in rekel o mestu:
Morda bo nekega dne Nairobi urejen z asfaltiranimi cestami, z drevoredi cvetočih dreves, obkroženimi s plemenitimi stavbami; z odprtimi prostori in veličastnimi trgi; stolnica, vredna vere in domovine; muzeji in umetnost; gledališča in javne službe. In pošteno je reči, da sta se vlada in občina že pogumno lotili problema in da je urbanistični načrt, ki je dovolj ambiciozen, da Nairobi spremeni v lepoto, počasi izdelan in že veliko narejenega. Toda dokler ta načrt ne obrodi sadov, mora Nairobi ostati to, kar je bil tedaj, ohlapno bitje, neprimerno za kraljico nad tako ljubko deželo.
Po drugi svetovni vojni je nenehna širitev mesta razjezila tako Masaje kot Kikuyu. To je privedlo do vstaje Mau Mau v 1950-ih in Lancaster House Conferences, ki so leta 1963 sprožile prehod na neodvisnost Kenije.
Spomladi 1950 je kongres vzhodnoafriških sindikatov (EAUTC) vodil devetdnevno splošno stavko v mestu.

### Po neodvisnosti
Nairobi je po osamosvojitvi ostal glavno mesto Kenije, njegova nenehna hitra rast pa je pritiskala na mestno infrastrukturo. Izpadi električne energije in pomanjkanje vode so bili pogost pojav.
11. septembra 1973 je bil za javnost odprt Mednarodni konferenčni center Kenyatta (KICC). Takratno 28-nadstropno stavbo sta zasnovala norveški arhitekt Karl Henrik Nøstvik in Kenijec David Mutiso. Je edina stavba v mestu s helidromom, ki je odprta za javnost. Od zgradb, zgrajenih v 1970-ih, je bil KICC najbolj okolju prijazna in ozaveščena struktura; njen glavni okvir je bil zgrajen iz lokalno dostopnih materialov gramoza, peska, cementa in lesa, imel pa je široke odprte prostore, ki so omogočali naravno prezračevanje in naravno osvetlitev. Kuboidi so sestavljali plenarno dvorano, stolp je bil sestavljen iz valja, sestavljenega iz več kvadrov, amfiteater in helidrom pa sta spominjala na stožce. Stolp je bil zgrajen okoli betonskega jedra in ni imel sten, temveč steklena okna, ki so omogočala maksimalno naravno osvetlitev. Imela je največje dvorane v vzhodni in osrednji Afriki.
Leta pred letom 1972 je Svetovna banka odobrila sredstva za nadaljnjo širitev takratnega letališča Nairobi (zdaj Mednarodno letališče Jomo Kenyatta), vključno z novo zgradbo mednarodnega in domačega potniškega terminala, prvim namenskim terminalom za tovor na letališču, novimi voznimi stezami, notranjimi cestami, parkirišči, policijsko in gasilsko postajo, državni paviljon, razsvetljavo, požarni hidrantni sistem, vodovodni, električni, telekomunikacijski in kanalizacijski sistemi, dvovozni potniški dostop, varovanje, odvodnjavanje in gradnjo glavne dostopne ceste do letališča (Airport South Road). 14. marca 1978 je bila gradnja terminalske zgradbe končana na drugi strani enojne vzletno-pristajalne steze letališča in jo je odprl predsednik Jomo Kenyatta manj kot pet mesecev pred svojo smrtjo. Letališče so v spomin na prvega predsednika preimenovali v mednarodno letališče Jomo Kenyatta.
Veleposlaništvo Združenih držav, ki je bilo takrat v središču Nairobija, sta avgusta 1998 bombardirala Al-Kaida in egiptovski islamski džihad, kot enega v nizu bombnih napadov na ameriško veleposlaništvo. Zdaj je mesto spominskega parka.

### 21. stoletje
9. novembra 2012 je predsednik Mwai Kibaki odprl 31 milijard vredno KES Thika Superhighway. Ta mega-projekt Kenije se je začel leta 2009 in končal leta 2011. Vključeval je razširitev štiripasovnega vozišča na osem pasov, gradnjo podvozov, zagotavljanje priključkov v krožiščih, gradnjo podvozov za lajšanje zastojev. Cesta v dolžini 50,4 kilometra je bila zgrajena v treh fazah: avtocesta Uhuru do krožišča Muthaiga; krožišče Muthaiga do univerze Kenyatta in; Kenyatta University v Thika Town.
31. maja 2017 je sedanji predsednik Uhuru Kenyatta odprl železniško progo standardne širine, ki poteka od Nairobija do Mombase in obratno. V glavnem jo je zgradilo kitajsko podjetje s približno 90 % celotnega financiranja s Kitajske in približno 10 % s strani kenijske vlade. Gradi se tudi druga faza, ki bo povezala Naivasha z obstoječo progo in tudi mejo z Ugando.

## Geografija
Mesto leži na 1°09′ J 36°39′ E in 1°27′ J 37°06′ E in zavzema 696 kvadratnih kilometrov.
Leži med mestoma Kampala in Mombasa. Ker je v bližini vzhodnega roba Velike riftne doline, se občasno pojavijo manjši potresi. Hribovje Ngong, ki je zahodno od mesta, je najvidnejša geografska značilnost območja Nairobija. Mount Kenya je severno od Nairobija, gora Kilimandžaro pa proti jugovzhodu.
Reka Nairobi in njeni pritoki tečejo skozi okrožje Nairobi in se pridružijo večji reki Athi na vzhodnem robu okrožja.
Dobitnica Nobelove nagrade za mir Wangari Maathai se je močno borila za rešitev avtohtonega gozda Karura v severnem Nairobiju, ki mu je grozila zamenjava stanovanj in druge infrastrukture.
Zahodna predmestja Nairobija se raztezajo vse od nacionalne bolnišnice Kenyatta na jugu do sedeža ZN v predmestju Gigiri na severu, kar je približno 20 kilometrov. V središču je Mestni trg, ki je v osrednjem poslovnem okrožju. Stavbe kenijskega parlamenta, Nairobijska stolnica, mestna hiša v Nairobiju, sodna palača v Nairobiju in konferenčni center Kenyatta obkrožajo trg.

### Podnebje
Po Köppnovi podnebni klasifikaciji ima Nairobi subtropsko visokogorsko podnebje (Cwb). Na 1795 metrih nadmorske višine so večeri lahko hladni, zlasti v sezoni junij/julij, ko lahko temperatura pade na 9 °C. Najbolj sončen in najtoplejši del leta je od decembra do marca, ko so dnevne temperature v povprečju sredi dvajsetih stopinj Celzija. Povprečna najvišja temperatura za to obdobje je 24 °C.
Obstajajo deževna obdobja, vendar so padavine lahko zmerne. Najbolj oblačen del leta je tik po prvi deževni sezoni, ko so vse do septembra razmere običajno oblačne s dežjem. Ker je Nairobi blizu ekvatorja, so razlike med letnimi časi minimalne. Letni časi se imenujejo mokra sezona in suha sezona. Čas sončnega vzhoda in sončnega zahoda se skozi vse leto malo razlikuje zaradi istega razloga.
| Podnebni podatki za Nairobi                                                   | Podnebni podatki za Nairobi | Podnebni podatki za Nairobi | Podnebni podatki za Nairobi | Podnebni podatki za Nairobi | Podnebni podatki za Nairobi | Podnebni podatki za Nairobi | Podnebni podatki za Nairobi | Podnebni podatki za Nairobi | Podnebni podatki za Nairobi | Podnebni podatki za Nairobi | Podnebni podatki za Nairobi | Podnebni podatki za Nairobi | Podnebni podatki za Nairobi |
| Mesec                                                                         | Jan                         | Feb                         | Mar                         | Apr                         | Maj                         | Jun                         | Jul                         | Avg                         | Sep                         | Okt                         | Nov                         | Dec                         | Letno                       |
| ----------------------------------------------------------------------------- | --------------------------- | --------------------------- | --------------------------- | --------------------------- | --------------------------- | --------------------------- | --------------------------- | --------------------------- | --------------------------- | --------------------------- | --------------------------- | --------------------------- | --------------------------- |
| Rekordno visoka temperatura °C                                                | 30.3                        | 31.1                        | 32.8                        | 30.7                        | 30.4                        | 29.3                        | 28.6                        | 30.1                        | 30.7                        | 31.2                        | 30.6                        | 29.8                        | 32.8                        |
| Povprečna visoka temperatura °C                                               | 25.5                        | 26.7                        | 26.8                        | 25.0                        | 23.6                        | 22.5                        | 22.0                        | 22.7                        | 25.0                        | 25.7                        | 24.0                        | 24.4                        | 24.5                        |
| Povprečna dnevna temperatura °C                                               | 18.0                        | 18.8                        | 19.4                        | 19.2                        | 17.8                        | 16.3                        | 15.6                        | 15.9                        | 17.3                        | 18.5                        | 18.4                        | 18.1                        | 17.8                        |
| Povprečna nizka temperatura °C                                                | 10.5                        | 10.9                        | 12.1                        | 13.4                        | 12.1                        | 10.0                        | 9.2                         | 9.1                         | 9.7                         | 11.3                        | 12.7                        | 11.7                        | 11.1                        |
| Rekordno nizka temperatura °C                                                 | 5.3                         | 6.2                         | 7.7                         | 8.0                         | 7.5                         | 4.0                         | 3.8                         | 2.7                         | 3.2                         | 6.1                         | 7.2                         | 6.5                         | 2.7                         |
| Povprečna količina dežja mm                                                   | 58.3                        | 49.8                        | 92.2                        | 242.3                       | 189.5                       | 38.6                        | 17.6                        | 24.0                        | 31.2                        | 60.8                        | 149.6                       | 107.6                       | 1.061,5                     |
| Povp. št. deževnih dni (≥ 1 mm)                                               | 4                           | 4                           | 8                           | 16                          | 13                          | 5                           | 3                           | 4                           | 4                           | 7                           | 14                          | 9                           | 91                          |
| Povp. št. sončnih ur na dan                                                   | 9.3                         | 9.5                         | 8.6                         | 6.8                         | 6.1                         | 5.3                         | 4.2                         | 4.1                         | 6.0                         | 7.3                         | 6.6                         | 8.3                         | 6.8                         |
| Vir 1: Hong Kong Observatory (1961-1990) in World Meteorological Organisation |                             |                             |                             |                             |                             |                             |                             |                             |                             |                             |                             |                             |                             |
| Vir 2: BBC Weather                                                            |                             |                             |                             |                             |                             |                             |                             |                             |                             |                             |                             |                             |                             |

### Metropolitanska regija Nairobi
Nairobi je v metropolitanski regiji Veliki Nairobi, ki jo sestavlja 5 od 47 okrožij v Keniji, ki ustvari približno 60 % BDP celotne države. Okrožja so:
| Območje             | Okrožje       | Površina (km2) | Preb. štetje 2019 | Mesta / občine v okrajih                                                  |
| ------------------- | ------------- | -------------- | ----------------- | ------------------------------------------------------------------------- |
| Core Nairobi        | Nairobi       | 696            | 4.397.073         | Nairobi                                                                   |
| Northern Metro      | Kiambu        | 2.449,2        | 2.417.735         | Kiambu, Thika, Limuru, Ruiru, Karuri, Kikuyu, Ruaka, Kahawa in Githunguri |
| North Eastern Metro | Murang'a      | 2.325,8        | 1.056.640         | Gatanga, Kandara, Kenol/Kabati, Murang'a                                  |
| Southern Metro      | Kajiado       | 21.292,7       | 1.107.296         | Kajiado, Olkejuado, Bissil, Ngong, Kitengela, Kiserian, Ongata Rongai     |
| Eastern Metro       | Machakos      | 5952,9         | 1.421.932         | Kangundo-Tala, Machakos, Athi River                                       |
| Skupaj              | Nairobi Metro | 32.715,5       | 10.400.676        |                                                                           |

 Vir: Nairobi Metro/ Kenijski cenzus Arhivirano 24 January 2021 na Wayback Machine.

### Okrožja in soseske
Nairobi je razdeljen na vrsto volilnih enot, od katerih vsako predstavljajo poslanci v državnem zboru. Te volilne enote so: Makadara, Kamukunji, Starehe, Langata, Dagoretti, Westlands, Kasarani in Embakasi. Glavne upravne enote Nairobija so Central, Dagoretti, Embakasi, Kasarani, Kibera, Makadara, Pumwani in Westlands. Večina prestižnih predmestij je zahodno in severno-osrednje, kjer je v kolonialnih časih prebivala večina evropskih naseljencev, imenovanih Ubabini. Sem spadajo Karen, Langata, Lavington, Gigiri, Muthaiga, Brookside, Spring Valley, Loresho, Kilimani, Kileleshwa, Hurlingham, Runda, Kitisuru, Nyari, Kyuna, Lower Kabete, Westlands in Highridge, čeprav so Kangemi, Kawangware in Dagoretti nižja dohodkovna območja blizu teh bogatih predmestij. Na kolonialno preteklost mesta spominjajo številna angleška imena krajev.
Večina sosesk nižjega srednjega in zgornjega srednjega dohodka je na severno-osrednjih območjih, kot so Highridge, Parklands, Ngara, Pangani, in območja jugozahodno in jugovzhodno od metropolitanskega območja v bližini mednarodnega letališča Jomo Kenyatta. Najpomembnejši so Avenue Park, Fedha, Pipeline, Donholm, Greenfields, Nyayo, Taasia, Baraka, Nairobi West, Madaraka, Siwaka, South B, South C, Mugoya, Riverbank, Hazina, Buru Buru, Uhuru, Harambee Civil Servants' , Akiba, Kimathi, Pioneer in Koma Rock na srednjevzhodnem delu in Kasarani na severovzhodnem območju med drugimi. Posestva z nizkimi in nižjimi dohodki so predvsem v daljnem vzhodnem Nairobiju. Sem spadajo Umoja, Kariokor, Dandora, Kariobangi, Kayole, Embakasi in Huruma. Predmestje Kitengela, čeprav je bolj jugovzhodno, Ongata Rongai in Kiserian bolj jugozahodno in predmestje Ngong/Embulbul, znano tudi kot 'Diaspora' na skrajnem zahodu, štejejo za del metropolitanskega območja Velikega Nairobija. Več kot 90 % prebivalcev Nairobija dela v metropolitanskem območju Nairobija, v formalnem in neformalnem sektorju. Tudi številni somalski priseljenci so se naselili v Eastleighu, imenovanem "Mali Mogadishu".

#### Kibera slum
Kibera slum v Nairobiju z ocenjeno populacijo 185.777 je veljal za drugi največji slum v Afriki. Vendar pa so nedavni rezultati popisa pokazali, da je Kibera res veliko manjša, kot se je prvotno mislilo.

### Parki
Nairobi ima številne parke in odprte prostore po vsem mestu. Velik del mesta ima gosto drevesno odejo in veliko zelenih površin. Najbolj znan park v Nairobiju je park Uhuru. Meji na osrednjo poslovno četrt in sosesko Upper Hill. Park Uhuru (Svoboda v svahiliju) je središče govorov, storitev in shodov na prostem. Park naj bi zgradil nekdanji predsednik Daniel arap Moi, ki je želel, da je v parku 62-nadstropni sedež njegove stranke, Kenijske afriške nacionalne unije. Vendar je bil park po kampanji Nobelove nagrajenke za mir Wangarija Maathaija rešen.
Centralni park meji na park Uhuru in vključuje spomenik Jomu Kenyatto, prvemu predsedniku Kenije in spomenik Moi, zgrajen leta 1988 v spomin na prvo desetletje oblasti drugega predsednika. Drugi pomembni odprti prostori so vrtovi Jeevanjee, mestni park, spominski park 7. avgusta in arboretum v Nairobiju.
Kolonialni glavni načrt za Nairobi iz leta 1948 še vedno deluje kot upravljalni mehanizem, ko gre za sprejemanje odločitev, povezanih z urbanističnim načrtovanjem. Takratni glavni načrt, ki je bil zasnovan za 250.000 ljudi, je 28 % zemlje Nairobija namenil javnemu prostoru, vendar je zaradi hitre rasti prebivalstva velik del vitalnosti javnih prostorov v mestu vse bolj ogrožen. Mestni park, edini naravni park v Nairobiju, na primer, je bil prvotno velik 60 ha, vendar je od takrat izgubil približno 20 ha zemlje zaradi zasebnega razvoja zaradi skvotiranja in nezakonite odtujitve, ki se je začela v 80. letih.

## Gospodarstvo
Nairobi je dom Nairobijske borze vrednostnih papirjev (NSE), ene največjih afriških borz. NSE je bila uradno priznana kot čezmorska borza s strani Londonske borze leta 1953. Borza je 4. največja v Afriki glede na obseg trgovanja in 5. največja glede na tržno kapitalizacijo kot odstotek BDP.
Nairobi je regionalni sedež več mednarodnih podjetij in organizacij. Leta 2007 so General Electric, Young & Rubicam, Google, Coca-Cola, IBM Services in Cisco Systems svoj afriški sedež preselili v mesto. Urad Združenih narodov v Nairobiju gosti sedež ZN za okolje (United Nations Environment Programme) in ZN-Habitat (United Nations Human Settlements Programme).
Več največjih afriških podjetij ima sedež v Nairobiju. Safaricom, največje podjetje v Keniji po sredstvih in dobičkonosnosti, KenGen (Kenya Electricity Generating Company), največji proizvajalec električne energije v Keniji, imata sedež v mestu. Kenya Airways, četrta največja letalska družba v Afriki, uporablja mednarodno letališče Jomo Kenyatta v Nairobiju kot vozlišče.
Nairobija ni zapustil fenomen FinTech, ki je prevzel cel svet. Ustvaril je nekaj tehnoloških podjetij, kot so Craft Silicon, Kangai Technologies in Jambo Pay, ki so bila v ospredju tehnologije, inovacij in računalniških storitev v oblaku. Njihovi izdelki se pogosto uporabljajo in imajo velik tržni delež v Keniji in zunaj njenih meja.
Blago, proizvedeno v Nairobiju, vključuje oblačila, tekstil, gradbeni material, predelano hrano, pijače in cigarete. Več tujih podjetij ima tovarne v mestu in okolici. Sem spadajo Goodyear, General Motors, Toyota Motors in Coca-Cola.
Nairobi ima veliko turistično industrijo, ki je hkrati turistična destinacija in prometno središče.

### Osrednje poslovno okrožje
Nairobi je zrasel okoli svojega osrednjega poslovnega okrožja. Ta ima pravokotno obliko, okoli avtoceste Uhuru, avenije Haille Selassie, avenije Moi in University Way. Ima številne pomembne stavbe Nairobija, vključno z mestno hišo in stavbo parlamenta. Znotraj oboda je tudi mestni trg.
Večina nebotičnikov v tej regiji je sedež podjetij in korporacij, kot sta I&M in Mednarodni konferenčni center Kenyatta. V tem okrožju se je zgodil bombni napad na veleposlaništvo Združenih držav, zaradi česar so v predmestju zgradili novo stavbo veleposlaništva.
Leta 2011 je veljalo, da ima mesto okoli 4 milijone prebivalcev. Velik projekt olepševanja je potekal v osrednjem poslovnem okrožju, saj se je mesto pripravljalo na gostovanje vrha Afri-Cities leta 2006. Zunanjost ikoničnih stavb, kot je Mednarodni konferenčni center Kenyatta, je bila očiščena in prebarvana.
Središče mesta Nairobi ali osrednje poslovno okrožje na jugozahodu meji na park Uhuru in Central Park. Proga od Mombase do Kampale poteka jugovzhodno od okrožja.

### Upper Hill
Dve območji zunaj osrednjega poslovnega okrožja, ki beležita rast podjetij in pisarniških prostorov, sta Upper Hill, ki je približno 4 km od osrednjega poslovnega okrožja in Westlands, približno enako oddaljeno od središča mesta.
Podjetja, ki so se preselila iz osrednjega poslovnega okrožja v Upper Hill, so Citibank, Coca-Cola pa je leta 2007 začela graditi svoj sedež v vzhodni in osrednji Afriki v Upper Hillu, s čimer je okrožje utrdilo kot prednostno lokacijo za pisarniški prostor v Nairobiju. Največji pisarniški razvoj na tem področju je UAP Tower, dokončan leta 2015 in uradno odprt za poslovanje 4. julija 2016. Gre za 33-nadstropni stolp, visok 163 metrov. Svetovna banka in Mednarodna finančna korporacija (del skupine Svetovne banke) je  tudi v Upper Hillu v Delta Center, Menegai Road. Prej so bili nameščeni v stavbi Hill Park in CBA Building (obe tudi v Upper Hillu), pred tem pa v stolpnicah View Park v osrednjem poslovnem okrožju.
Da bi zadovoljili veliko povpraševanje po prostoru v Nairobiju, se gradijo različni komercialni projekti. V mestu se gradijo novi poslovni parki, vključno z vodilnim poslovnim parkom Nairobi.

#### Gradbeni boom in nepremičninski razvoj
Nairobi doživlja gradbeni razcvet. V mestu prihajajo veliki nepremičninski projekti in nebotičniki. Med njimi so: Pinnacle twin Towers, ki se bo dvignil na 314 m, Britam Tower (200 m), sedež Avic International Africa (176 m), Prism Tower (140 m), Pan Africa zavarovalni stolpi, pisarne Pallazzo in številni drugi projekti. Gradijo se tudi nakupovalna središča, kot so nedavno dokončani Garden city Mall, Centum's Two rivers Mall, The Hub v Karenu, Karen waterfront, Thika Greens in nedavno rekonstruirani nakupovalni center Westgate. Bivalna stanovanja visokega razreda za bivanje se pojavljajo kot Le Mac towers, stanovanjski stolp v Westlands Nairobiju s 23 nadstropji. Avic International prav tako postavlja skupaj štiri stanovanjska stanovanja na Waiyaki way: 28-nadstropni stolp, dva stolpa na 24 nivojev in stolp s 25 nivoji. V mestu se postavljajo tudi hotelski stolpi. Avic International postavlja 30-nadstropni hotelski stolp v višini 141 m v Westlands. Hotelski stolp bo upravljala skupina Marriot. Jabavu limited gradi hotelski stolp s 35 nadstropji v Upper Hillu, ki bo visok več kot 140 metrov v mestnem obzorju. Arcon Group Africa je prav tako objavil načrte za postavitev nebotičnika v Upper hillu, ki bo imel 66 nadstropij in stolp nad 290 metrov, kar bo dodatno utrdilo Upper hill kot prednostno metropolo za multinacionalne korporacije, ki začnejo svoje delovanje v kenijski prestolnici.

## Kultura
Kenijsko narodno gledališče in Kenijski nacionalni arhiv. Umetniške galerije v Nairobiju vključujejo Rahimtulla Museum of Modern Art (Ramoma), Mizizi Arts Center in Nairobi National Museum. Obstajata tudi muzej Karen Blixen in Nairobi National Museum. V Nairobiju je umetniški center Kuona za vizualne umetnike.
Do sredine 20. stoletja se je v Nairobi naselilo veliko tujcev iz drugih delov Britanskega imperija, predvsem iz Indije in delov (današnjega) Pakistana. Ti priseljenci so bili delavci, ki so prišli zgraditi železnico Kampala – Mombasa, ki so se po njenem dokončanju naselili v Nairobiju, in tudi trgovci iz Gudžarata. Nairobi ima tudi ustanovljene skupnosti iz Somalije in Sudana.
Nairobi ima dva neformalna vzdevka. Prvi je Zeleno mesto na soncu, ki izhaja iz mestnega listja in toplega podnebja. Drugi je svetovna prestolnica safarija, ki se uporablja zaradi pomembnosti Nairobija kot središča za safari turizem.

## Galerija
- Kip Jomo Kenyatta
- Nairobi v sončnem vzhodu
- KICC Auditorium
- State House
- Mestna hiša
- Vhod v parlament
- Univerza v Nairobiju
- Nairobi v sončnem zahodu
- NSSF Building
- Anniversary Towers
- Times Tower

## Pobratena mesta
| Država    | Mesto          | Grofija/Okrožje/Provinca/Regija/Dežela | Datum |
| --------- | -------------- | -------------------------------------- | ----- |
| ZDA       | Denver         | Kolorado                               | 1975  |
| ZDA       | Raleigh        | Severna Karolina                       | -     |
| Brazilija | Rio de Janeiro | Rio de Janeiro (zvezna država)         | -     |
| Kitajska  | Kunming        | Junan                                  | -     |
| Kitajska  | Pingšjang      | Džiangši                               | 2013  |
| Venezuela | Colonia Tovar  | Aragua                                 | -     |